# Piotr Chouvalov
Le comte Pierre Andreïevitch Chouvalov (en russe : Пётр Андреевич Шувалов, ISO 9 : Pëtr Andreevič Šuvalov ; 1827-1889) est un homme politique et militaire russe qui fut général de cavalerie (1872), gouverneur de Courlande et de Livonie de 1864 à 1866, ministre de la Guerre de 1866 à 1874, chef de la police secrète du tsar de 1857 à 1860 et ambassadeur de Russie à Londres de 1874 à 1878. C'était une personnalité très influente sous les règnes de Nicolas Ier et d'Alexandre II. Il fut également conseiller d'Alexandre II, président de la noblesse de Saint-Pétersbourg du 24 mars 1854 au 29 mars 1854 et membre du Conseil d'État (1866).
Le comte Pierre Chouvalov était un diplomate et administrateur brillant. Personnalité au caractère impétueux, homme élégant, il sut se faire remarquer d'Alexandre II.

## Famille
Fils du comte André Chouvalov et de Tekla Walentinowicz (veuve du prince Zoubov) et frère du comte Paul Chouvalov (1830-1908) qui fut ambassadeur à Berlin.

## Biographie
Il était issu d'une famille de noblesse russe qui joua un grand rôle dans la culture et la politique de l'Empire dès le début du XVIIIe siècle. Son père, le comte André Chouvalov était une figure importante à la Cour de Nicolas Ier et d'Alexandre II. Il était propriétaire du palais de Rundale en Courlande, bien qui avait jadis appartenu au premier époux de sa mère.
Il sort diplômé du Corps des Pages. Dès sa sortie de l'école, il entre dans la suite d'Alexandre II. Il prend part à la Guerre de Crimée (1853-1856). Il est élevé aux grades de major, de général puis d'adjudant-général. En 1857, Alexandre II le nomme chef de la Police de Saint-Pétersbourg. En 1860, le comte est nommé au poste de directeur du Département des affaires générales au ministère de l'Intérieur, en 1861, chef de l'état-major au corps spécial de gendarmes (police de sécurité de la Russie impériale). Plus tard, il propose la dissolution de ce corps, ce qui contribua à sa réputation d'homme libéral et anglophile. Son projet fut rejeté et il démissionna donc fin 1861.
En 1864, le comte présente une réforme à l'empereur afin de réconcilier la noblesse russe avec le pouvoir. En effet, la noblesse russe est alors fortement secouée par les réformes agraires et administratives. Pierre Chouvalov préconise donc d'encadrer les zemstvos, mais il reçoit une fin de non recevoir de la part du tsar.

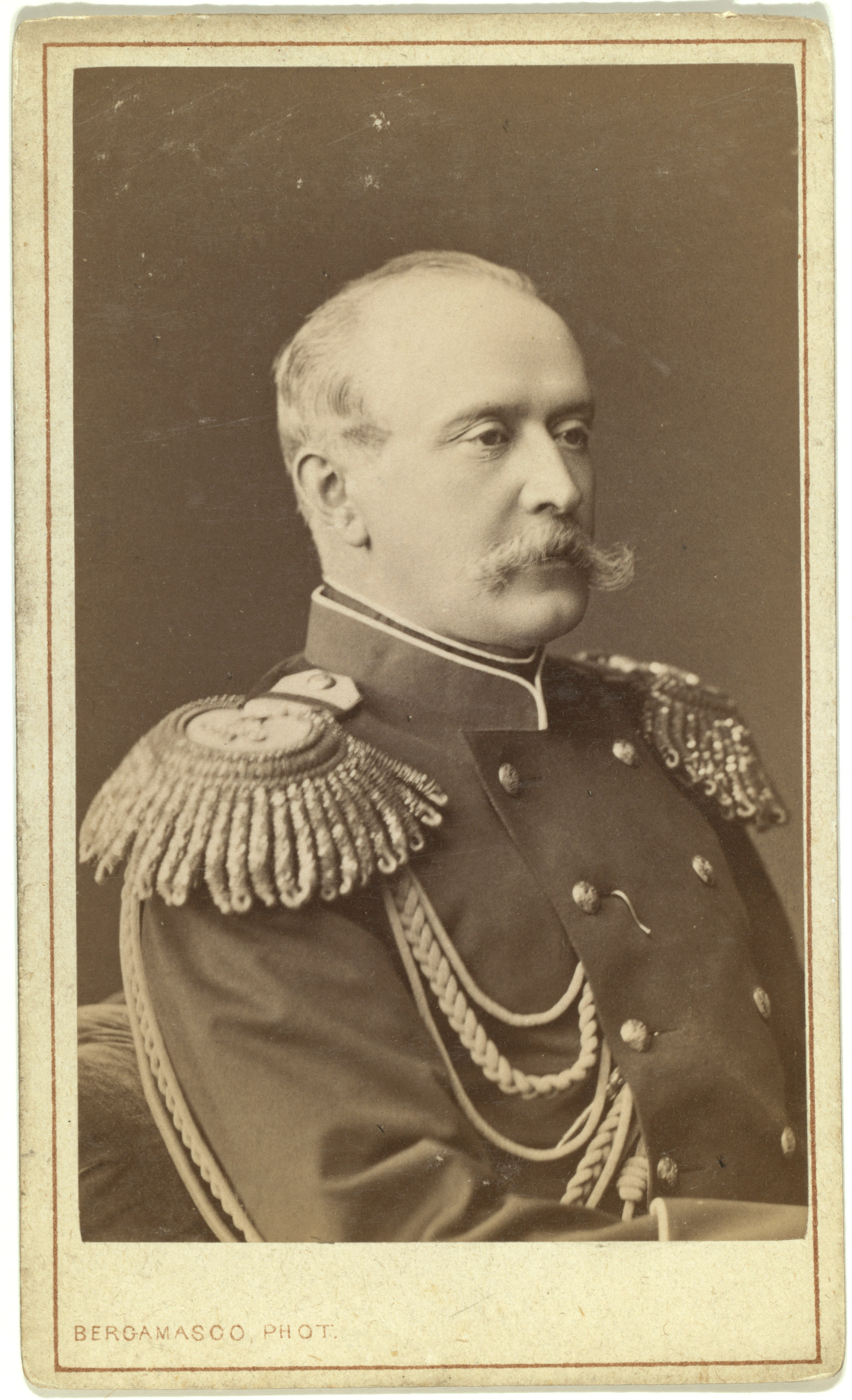
Le comte Pierre Chouvalov.

Après le premier attentat perpétré par Dmitri Karakozov contre Alexandre II, le 16 avril 1866, Pierre Chouvalov se voit confier le ministère de la Guerre et la direction de la Troisième section, police secrète où il succède au prince Dolgorouki. Avec le comte Bobrinski, S.A. Greig, le comte von Pahlen et le comte Tolstoï il forme un groupe d'hommes à l'esprit modéré et avec le soutien du tsar et de son confident le maréchal Alexandre Ivanovitch Bariatinski (en) (1814-1879), il peut poursuivre une politique de réforme modérée. Politiquement, il est opposé au mouvement slavophile, mais également à Milioutine et au grand-duc Constantin. Pour l'avenir de la Russie, le comte envisage un système de représentation nationale russe avec une constitution et un Parlement bicaméral calqué sur le modèle britannique. En 1874, il apporte des réformes au sein de l'armée impériale en réduisant par exemple le temps de présence au sein de l'armée de quinze à six ans.
En 1873, le comte Chouvalov est envoyé à Londres avec pour mission de négocier l'union de la grande-duchesse Marie avec Alfred de Saxe-Cobourg et Gotha. Cette mission fut couronnée de succès, car le couple s'unit en janvier 1874. Une autre mission lui est également confiée : celle d'apporter les assurances de l'empereur à propos de l'absence de visées de la part de la Russie sur le khanat de Khiva en Asie centrale.

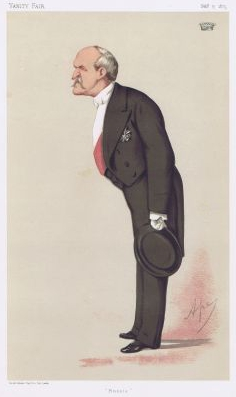
Caricature du comte Chouvalov parue dans Vanity Fair, le 13 février 1875

En avril 1874, le comité de ministres approuve la création d'une commission d'expérimentation avec des représentants des zemstvos de la noblesse locale et des villes. Bien que la Commission fût chargée d'examiner un projet de loi concernant l'embauche d'ouvriers agricoles, la notion même fut jugée si radicale qu'en novembre 1874 le comte est écarté et nommé ambassadeur à Londres. On donna certaines explications à sa chute brutale, telle que son ascendant sur l'empereur qui lui permit de lui faire remarquer sa liaison avec Catherine Dolgorouki.
Le comte Chouvalov joue un rôle important lors des négociations entre la Russie et la Grande-Bretagne pendant et après la Guerre russo-turque de 1877-1878. Il contribue également à éviter des conflits entre les deux puissances après la signature du traité de San Stefano le 3 mars 1878. Après la conclusion du traité de Berlin du 13 juin au 13 juillet 1878, l'opinion publique se retourne contre lui, l'accusant de conciliation et de faiblesse face aux Britanniques.

## Décès et inhumation
Pierre Andreïevitch Chouvalov décéda en 1889. Il fut inhumé sur ses terres de Vartemäki aux environs de Saint-Pétersbourg.

## Propriétés
- Château de Rundale (Courlande)

## Sources
- Henri Troyat, Alexandre II de Russie
- Hélène Carrère d'Encausse, Alexandre II. Le printemps de Russie